# Николай Милчев
Николай Милчев Соколов е български поет.

## Биография
Роден е на 1 февруари 1958 г. в Плевен. Завършва българска филология във Великотърновския университет „Св. св. Кирил и Методий“.
Става заместник главен редактор на в-к „Средношколско знаме“ и в-к „Клас“., член на редакционната колегия на сп. „Родна реч“. Публикува в целия литературен печат. Негови стихове са излъчвани по Българско национално радио, Българска национална телевизия и др. Автор е на стихове за деца, на текстове за детски песни и на детския мюзикъл „Таласъми без налъми“. Води предаването „Поетична сряда“ в Телевизия 2001, където представя над 50 млади автори.
Учител в 105 СУ „Атанас Далчев“ в София.
Бил е член на Съюза на българските писатели от 1993 г. Напуска го през 2016 г.

## Награди
Носител е на следните национални литературни награди:
- националните литературни награди за студентско творчество (Шумен, 1982)
- наградата за най-добра първа детска книга – „Бяла залисия“;
- наградата „Николай Хрелков“
- наградата на СБП за най-добра детска книга – „Изневиделица“ (1995)
- наградата Девин (2004)
- наградата „Божидар Божилов“
- наградата „Петя Караколева“ (2009)[2]
- наградата от конкурса „Биньо Иванов“ (2013)[3]
- наградата „Теодор Траянов“ (2018)[4]

Лауреат е на конкурса „Златен ланец“ на в. „Труд“ (2010).
Номиниран е два пъти за наградата „Балканика“. Негови стихове са превеждани на руски, английски, немски, турски, унгарски и италиански език.

### Стихове
- Висока лоза, изд. „Народна младеж“, 1985
- Което ще бъде, изд. „Народна младеж“, 1988
- Лирика, изд. „Мисъл“, 1990
- Което остава, изд. „Читалище“, 1991
- Бяла залисия, стихотворения за деца, изд. „Илинда-Евтимов“, 1993
- Случайно и определено, изд. „Еврика-Ави“, 1994
- Изневиделица, изд. „Богианна“, 1995
- Мокра светлина, изд. ОРКП „Мисъл“, 1997
- Очи широколистни, изд. „Български писател“, 2004
- Надеждата е бебе с очила, изд. ОРКП „Мисъл“, 2006
- Само скреж, Нац. музей Земята и хората, 2008
- Петел от малинов пейзаж, изд. къща „Атон“, 2008
- Само рисунки, изд. къща „Атон“, 2012
- Малката поетеса, изд. къща „Петко Венедиков“, 2012
- Тънък дъжд, изд. „Потайниче“, 2013
- Прелъст и светогорски стихотворения, изд. „Потайниче“, 2015
- Ти и котките следобед, изд. „Симолини“, 2017
- Пейзажи с Лолита, ателия за българска детска литература „Upper earth books“, 2018
- Съчинения по природа, изд. "Симолини", 2022

### Сборници разкази
- Ябълковият човек, изд. „Симолини“, 2020
- Разтуряй, Злато моме, магиите, изд. „Име“, 2021
- От сутрин до вечер, изд. "Симолини", 2022
- Съчинения по природа, изд. "Симолини", 2022